# Providence (série de televisão)
Providence é uma série de televisão americana exibida pela NBC entre 8 de janeiro de 1999 e 20 de dezembro de 2002, e estrelada pela atriz Melina Kanakaredes. Teve cinco temporadas.